# Herb Ellis
Herb Ellis (4. září 1921, Farmersville, Texas – 28. března 2010, Los Angeles, Kalifornie) byl americký jazzový kytarista. Roku 2005 mu byla udělena cena NEA Jazz Masters Award.

## Biografie
Vyrůstal na okraji Dallasu ve státě Texas. Poprvé zde z rozhlasu uslyšel zvuk elektrické kytary, konkrétně v podání George Barnese, a to ho inspirovalo natolik, že sám začal hrát na kytaru. Studoval na Texaské státní univerzitě hudební specializaci, ale protože v té době ještě neexistoval obor pro studium kytary, zaměřil se tedy na kontrabas. Potýkal se s nedostatkem finančních prostředků a právě kvůli tomuto byl nucen v roce 1941 studium ukončit.
V roce 1943 nastoupil do orchestru Casa Loma pod vedením Glena Graye a zde jazzový svět poprvé uslyšel jméno Herb Ellis. Po krátké době se připojil k Jimmy Dorseymu a jeho kapele, ve které dostal větší prostor, než tomu bylo v předchozí zkušenosti, a Ellis se stává sólistou, jehož jméno bylo citované ve spoustě jazzových časopisů. Ellis hraje Dorseymu po boku až do roku 1947, kdy byla oznámena šestitýdenní pauza. Tehdy nastal zvrat, který Ellisovu kariéru navždy změnil.
Vznikla kapela "Soft Winds", kterou tvořilo trio Nata Kinga Colea. Hráli spolu následujících pět let, do roku 1952. Poté přišla příležitost vyzkoušet něco nového s Oscar Peterson Trio. Padli si do oka natolik, že se stal stálým kytaristou tria (1953 - 1958), skládajícího se z klavíristy Oscara Petersona, kontrabasisty Raye Browna a Ellise. Byl vnímán hodně kontroverzně, protože byl jediný běloch v kapele v době, kdy byl rasismus na vrcholu. V době největší slávy hráli s osobnostmi jako Stan Getz, Dizzy Gillespie, Roy Eldridge, Buddy Rich, Ella Fitzgerald či Louis Armstrong. S posledními dvěma nahráli desku "Comeback", kde tvořili doprovodnou kapelu.
Roku 1958 Ellis opustil kapelu a jako náhrada přišel ne kytarista, ale bubeník Ed Thigpen. V letech 1959 - 1960 Ellis jezdil turné s Ellou Fitzgerald.

## Diskografie
- Ellis In Wonderland (1956)
- I Love John Frigo...He Swings (1957)
- Nothing But the Blues (1957)
- Herb Ellis Meets Jimmy Giuffre (1959)
- Thank you Charlie Christian (1960)
- The Midnight Roll (1962)
- Jazz/Concord1972)
- Seven, Come Eleven ( (1973)
- Two for the Road1974)
- Soft Shoe (1974)
- Hot Tracks (1975)
- Hello Herbie (1981)
- Doggin' Around (1988)
- Roll Call (1991)
- An Evening with Herb Ellis (1995)
- Joe's Blues (1998)